# Das Unglück des Junggesellen
Das Unglück des Junggesellen ist eine Prosaskizze von Franz Kafka, die 1913 im Sammelband Betrachtung erschien.

## Inhalt
Das kurze Prosastück beginnt mit den Worten: „Es scheint so arg, Junggeselle zu bleiben …“. Dann wird die Einsamkeit des Junggesellen geschildert ohne Häuslichkeit und ohne vertraute Nähe zu Frau und Kindern. In der Vorstellung entwickelt sich die Figur immer mehr zu dem Prototyp des Junggesellen, wie man ihn in der eigenen Erinnerung hat. Abschließend heißt es, dass man tatsächlich dastehen wird mit einem Körper und einem wirklichen Kopf, also auch einer Stirn, um mit der Hand an sie zu schlagen.

## Entstehungsgeschichte
Die erste Fassung des Textes findet sich in Kafkas Tagebuch am 14. November 1911 mit dem Titel Vor dem Einschlafen, für die Veröffentlichung hat er den Text, der einen zu offensichtlichen autobiografischen Anstrich erkennen ließ, überarbeitet.

## Biografischer Hintergrund
Die Schilderung des Junggesellendaseins nimmt in Kafkas Werk einen breiten Raum ein. Hier sind unter anderen zu nennen Blumfeld, ein älterer Junggeselle, Gregor Samsa aus Die Verwandlung und Josef K. aus Der Process oder Raban aus Hochzeitsvorbereitungen auf dem Lande. Kafka hat damit sein eigenes Schicksal in seinen Schriften vorweggenommen. Es war für ihn unvereinbar, gleichzeitig Ehemann und Schriftsteller zu sein, damit aber war er verurteilt, Junggeselle zu bleiben. Andererseits erfolgte aber gerade aus dem jüdischen Glauben und den zugehörigen Zeremonien heraus die Forderung nach (männlicher) Nachkommenschaft, wenn etwa der Sohn den Kaddisch für den toten Vater sprechen soll.
Der Typus des Junggesellen ist zur selben Zeit auch gegenwärtig in der Prosa von Thomas Mann mit Der Bajazzo, Der kleine Herr Friedemann, Tonio Kröger oder bei Hermann Hesse mit Peter Camenzind.

## Textanalyse und Deutungsansatz
In dem vorliegenden Stück wird die unwürdige Situation dessen beklagt, der im Alter menschliche Geselligkeit suchen muss. Der Junggeselle erscheint bedrückend heimatlos und entfremdet, weil sein Zimmer nur Seitentüren hat, die in fremde Wohnungen führen. Da ist keine von einer Frau umsorgte Wohnung, in die man sich zurückziehen kann. Da ist keine Vertraulichkeit unter Eheleuten. Fremde Kinder kann er nur anstaunen, weil sie in seinem Lebensentwurf etwas Unerreichbares sind.
Der Status des Junggesellen wird als etwas Absolutes dargestellt; die Möglichkeit, vielleicht doch noch eine feste Beziehung zu finden, wird nicht erwogen. Es wird ausschließlich das Negative am Junggesellendasein dargestellt, nie die Freiheit und das leichtere Leben. Diese Existenz wird hier und in anderen Kafka-Werken nur als armselig und lebensuntüchtig beschrieben. Ihre Vertreter erscheinen auch deshalb so trostlos, weil sie keinem höheren Sinn verhaftet sind, sondern in fataler Weise der bürgerlichen Alltagswelt verhaftet bleiben, deren Anspruch sie aber nicht genügen können.
Die kleine Prosaskizze endet mit der Geste, sich mit der Hand an die Stirn zu schlagen. Die Geste kann schlagartiges Erinnern oder Erkennen ausdrücken, oder die Mischung aus Pessimismus, Trägheit und Dummheit; oder sie sagt etwa „Wie konnte ich nur?“ Sie drückt hier ein abruptes Sich-Besinnen aus über etwas, das sich im eigenen Leben falsch entwickelt hat. Kleine Gesten werden von Kafka mehrfach in Betrachtung eingesetzt, um innere Befindlichkeiten auszudrücken, siehe hierzu Zerstreutes Hinausschaun, Entschlüsse.

## Ausgaben
- Franz Kafka. Sämtliche Erzählungen. Herausgegeben von Paul Raabe. Fischer-Taschenbuch-Verlag, 1970. ISBN 3-596-21078-X.
- Franz Kafka: Die Erzählungen. Originalfassung. Fischer Verlag 1997 Roger Herms ISBN 3-596-13270-3.
- Franz Kafka: Drucke zu Lebzeiten. Herausgegeben von Wolf Kittler, Hans-Gerd Koch und Gerhard Neumann. Fischer Verlag, Frankfurt/Main 1996, ISBN 3-10-038152-1, S. 20/21.

## Sekundärliteratur
- Peter-André Alt: Franz Kafka: Der ewige Sohn. Eine Biographie. München: Verlag C.H. Beck, 2005, ISBN 3-406-53441-4.
- Bettina von Jagow und Oliver Jahraus: Kafka-Handbuch Leben-Werk-Wirkung. Vandenhoeck& Ruprecht, 2008, ISBN 978-3-525-20852-6, Dagmar C. Lorenz.